# O Segredo das Minas do Rei Salomão

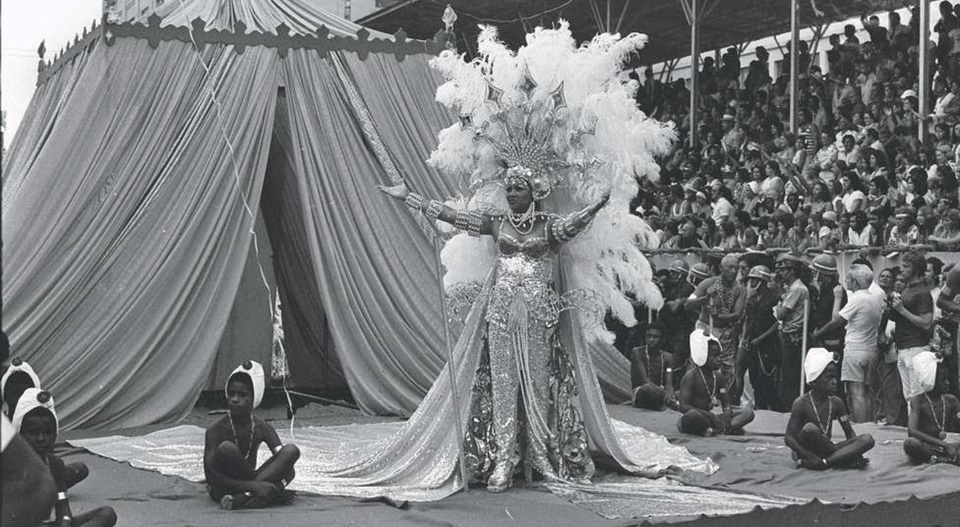

O Segredo das Minas do Rei Salomão foi o enredo criado por Joãosinho Trinta e Maria Augusta Rodrigues e apresentado pela escola de samba Acadêmicos do Salgueiro no desfile das escolas de samba do Rio de Janeiro de 1975. A escola ficou em primeiro lugar na apuração, conquistando assim o seu primeiro bicampeonato.

## O desfile
Joãosinho Trinta, que vinha da conquista do primeiro lugar em 1974 com O Rei de França na Ilha da Assombração, pretendia apresentar um enredo sobre a hipótese de que embarcações fenícias teriam visitado o norte do Brasil na Antiguidade, defendida no livro Inscrições e Tradições da América Pré-Histórica, de Bernardo de Azevedo da Silva Ramos. Maria Augusta Rodrigues, por sua vez, pretendia adaptar o conteúdo do livro A Pré-História Brasileira, escrito pelo austríaco Ludwig Schwennhagen, que havia vivido no Piauí. Laíla, então diretor de harmonia e de carnaval do Salgueiro, promoveu uma reunião com os dois carnavalescos na casa do babalorixá Nilson de Ossaña, em Copacabana. Joãosinho e Maria Augusta conseguiram então conciliar as duas propostas.
Com base no regulamento criado em 1947, outras escolas tentaram impugnar o desfile do Salgueiro, argumentando que a história do Rei Salomão, da Rainha de Sabá e dos marinheiros fenícios descumpria a obrigação de que o enredo fosse sobre temas brasileiros. Joãosinho Trinta defendeu a tese de que vários historiadores aventavam a possibilidade de fenícios terem vindo ao Brasil, e portanto o enredo atendia ao regulamento. A Riotur, que organizava a disputa na época, decidiu que a partir de 1976 os enredos deveriam ser "baseados em temas nacionais", mas permitiu a escolha do Salgueiro.
Para recriar a corte de Salomão e o mítico país de Ofir, Joãosinho Trinta contava com poucos recursos, mas usou materais como canos de plástico, bacias de alumínio e bicos de regadores, além de reciclar sucata do desfile de 1974. Espelhos, papéis metalizados e purpurina ajudaram a criar a ilusão de luxo e brilho em pirâmides, bigas e totens africanos.
O Salgueiro foi a décima escola a desfilar na Avenida Presidente Antônio Carlos, na manhã de 9 de fevereiro de 1975.

## Samba-enredo
O samba-enredo foi composto por Nininha Rossi, Dauro Ribeiro, Zé Pinto e Mário Pedra, e interpretado por Sônia Santos e Noel Rosa de Oliveira. Foi gravado também por Ângela Maria, num compacto de 1974 que incluiu os sambas da Mangueira, Portela e Império Serrano

## Ficha técnica
- Presidente: Osmar Valença
- Direção de carnaval: Laíla
- Direção de harmonia: Laíla
- Contingente: 2.000 componentes em 80 alas
- Direção de bateria: Louro
- Ritmistas: 270
- Mestre-sala e porta-bandeira: Celina e Agostinho[6]

## Resultado
O Salgueiro terminou a apuração em primeiro lugar, com 108,0 pontos, dois a mais que a vice-campeã Estação Primeira de Mangueira. Também conquistou o Estandarte de Ouro de melhor bateria.
Depois da vitória, porém, o clima político no Salgueiro ficou insustentável para Joãosinho, Laíla e Maria Augusta, que abandonaram a escola.